# Paulinus van Nola
Paulinus van Nola (Bordeaux, 354 – Nola, 22 juni 431), geboren als Pontius Meropius Anicius Paulinus, was een Romeins dichter, schrijver en senator die de titel van Consul suffectus wist te bereiken. Na de moord op de keizer Gratianus bekeerde hij zich tot het christendom en werd hij bisschop van Nola.

## Biografie
Pontius Meropius Paulinus werd geboren in Bordeaux en was afkomstig uit een familie van senatoren. Hij werd in Bordeaux onderwezen door de dichter Decimus Magnus Ausonius. Keizer Gratianus benoemde Paulinus in 375 tot consul suffectus en stelde hem aan tot gouverneur van Campania rond 380. In Campania zag hij de verering van de Campaniërs voor Felix van Nola en legde hij voor hen een weg en een gasthuis aan. Hij keerde later terug naar zijn geboorteregio en trouwde aldaar met zijn Spaanse christelijke vrouw Theresia. Zij speelde samen met bisschop Delphinus en Martinus van Tours een belangrijke rol in zijn bekering. Deze zou hem van een oogkwaal hebben genezen en hierna was hij gaan geloven dat de ergste blindheid veroorzaakt werd door wereldlijke goederen.
Hij kreeg samen met Theresia een zoon, maar deze overleed al na acht dagen. Hierop kondigde Paulinus aan dat hij al hun grondgebieden en bezittingen zou verkopen en de opbrengst aan de armen zou schenken. Ook zag hij af van zijn rang als senator en seksuele omgang met zijn vrouw. In 395 keerde hij terug naar Nola waar zowel hij als zijn vrouw als monniken zouden gaan leven.
Tijdens zijn verblijf in Nola bleef Paulinus brieven en gedichten schrijven aan zijn voormalige leraar Ausonius. In zijn gedichten behandelt hij het leven van de heilige Felix van Nola. Hij bouwde ook in Nola een Basilica die hij wijdde aan Felix. Ook correspondeerde hij met zijn tijdgenoten Augustinus van Hippo, Hiëronymus van Stridon en Sulpicius Severus. In 409 werd Paulinus tot bisschop van Nola gewijd. Aldaar zou hij op 22 juni 431 overlijden.
Volgens verhalen monteerde Paulinus als eerste klokken aan zijn kerk. Jaarlijks wordt in de stad Nola een processie met feestelijkheden voor hem georganiseerd: Festa dei Gigli.